# Fernando Sousa
Fernando Sousa, né le 7 décembre 1981, à Coimbra, au Portugal, est un joueur portugais de basket-ball. Il évolue au poste de meneur.